# 烏尼翁桑特尼亞
烏尼翁桑特尼亞（西班牙語：Unión Santeña），是巴拿馬的城鎮，位於該國中東部，由巴拿馬省的奇曼區負責管轄，面積361.9平方公里，2010年人口920，人口密度每平方公里2.5人。